# مانوئل اوئته
مانوئل اوئته (اسپانیایی: Manuel Huete‎؛ ۱ ژانویه ۱۹۲۲ – ۱۸ ژانویهٔ ۱۹۹۹) کارتونیست، بازیگر اهل اسپانیا بود.
از فیلم‌هایی که وی در آن‌ها نقش داشته است، می‌توان به پیاده‌روی کنید و روزگار خوش اشاره نمود.